# IIHF Continental Cup 2010/2011
IIHF Continental Cup 2010/2011 var en europeisk ishockeyturnering som spelades mellan lag från olika länder i Europa.

## Första omgången

### Grupp A
| Plac. | Lag                  | M | V | ÖV | ÖF | F | GM | IM | MSK | Poäng |
| ----- | -------------------- | - | - | -- | -- | - | -- | -- | --- | ----- |
| 1     | CH Jaca              | 2 | 2 | 0  | 0  | 0 | 22 | 1  | +21 | 6     |
| 2     | Ankara University SK | 2 | 1 | 0  | 0  | 1 | 9  | 10 | –1  | 3     |
| 3     | Bat Yam HC           | 2 | 0 | 0  | 0  | 2 | 3  | 23 | –20 | 0     |

## Andra omgången

### Grupp B
| Plac. | Lag                       | M | V | ÖV | ÖF | F | GM | IM | MSK | Poäng |
| ----- | ------------------------- | - | - | -- | -- | - | -- | -- | --- | ----- |
| 1     | KS Cracovia               | 3 | 2 | 0  | 0  | 1 | 24 | 6  | +18 | 6     |
| 2     | Kohtla-Järve Viru Sputnik | 3 | 2 | 0  | 0  | 1 | 13 | 16 | –3  | 6     |
| 3     | Tilburg Trappers          | 3 | 1 | 0  | 0  | 2 | 16 | 14 | +2  | 3     |
| 4     | CH Jaca                   | 3 | 0 | 0  | 0  | 3 | 6  | 23 | –17 | 0     |

### Grupp C
| Plac. | Lag                 | M | V | ÖV | ÖF | F | GM | IM | MSK | Poäng |
| ----- | ------------------- | - | - | -- | -- | - | -- | -- | --- | ----- |
| 1     | HC Saryarka         | 3 | 2 | 0  | 0  | 1 | 16 | 6  | +10 | 6     |
| 2     | HSC Csíkszereda     | 3 | 2 | 0  | 0  | 1 | 14 | 11 | +3  | 6     |
| 3     | DAB-Docler          | 3 | 1 | 0  | 0  | 2 | 7  | 12 | –5  | 3     |
| 4     | HDK Stavbar Maribor | 3 | 1 | 0  | 0  | 2 | 8  | 16 | –8  | 3     |

- Notering: Två lag hamnade på samma poäng i toppen samt två lag i botten. Inbördes möten enligt tabellen nedan avgjorde placeringarna.

| Plac. | Lag             | M | V | ÖV | ÖF | F | GM | IM | MSK | Poäng |
| ----- | --------------- | - | - | -- | -- | - | -- | -- | --- | ----- |
| 1     | HSC Csíkszereda | 1 | 1 | 0  | 0  | 0 | 4  | 3  | +1  | 3     |
| 2     | HC Saryarka     | 1 | 0 | 0  | 0  | 1 | 3  | 4  | –1  | 0     |

| Plac. | Lag                 | M | V | ÖV | ÖF | F | GM | IM | MSK | Poäng |
| ----- | ------------------- | - | - | -- | -- | - | -- | -- | --- | ----- |
| 3     | HDK Stavbar Maribor | 1 | 1 | 0  | 0  | 0 | 3  | 2  | +1  | 3     |
| 4     | DAB-Docler          | 1 | 0 | 0  | 0  | 1 | 2  | 3  | –1  | 0     |

## Tredje omgången

### Grupp D
| Plac. | Lag                   | M | V | ÖV | ÖF | F | GM | IM | MSK | Poäng |
| ----- | --------------------- | - | - | -- | -- | - | -- | -- | --- | ----- |
| 1     | Dragons de Rouen      | 3 | 2 | 0  | 1  | 0 | 12 | 6  | +6  | 7     |
| 2     | Coventry Blaze        | 3 | 2 | 0  | 0  | 1 | 15 | 9  | +6  | 6     |
| 3     | KS Cracovia           | 3 | 1 | 1  | 0  | 1 | 10 | 12 | –2  | 5     |
| 4     | FK Liepājas Metalurgs | 3 | 0 | 0  | 0  | 3 | 7  | 17 | –10 | 0     |

### Grupp E
| Plac. | Lag             | M | V | ÖV | ÖF | F | GM | IM | MSK | Poäng |
| ----- | --------------- | - | - | -- | -- | - | -- | -- | --- | ----- |
| 1     | SønderjyskE     | 3 | 2 | 1  | 0  | 0 | 12 | 8  | +4  | 8     |
| 2     | HC Asiago       | 3 | 2 | 0  | 0  | 1 | 13 | 8  | +5  | 6     |
| 3     | Sokil Kiev      | 3 | 1 | 0  | 1  | 1 | 12 | 11 | +1  | 4     |
| 4     | HSC Csíkszereda | 3 | 0 | 0  | 0  | 3 | 8  | 18 | –10 | 0     |

## Superfinal

### Grupp F
| Plac. | Lag               | M | V | ÖV | ÖF | F | GM | IM | MSK | Poäng |
| ----- | ----------------- | - | - | -- | -- | - | -- | -- | --- | ----- |
| 1     | Junost Minsk      | 3 | 3 | 0  | 0  | 0 | 10 | 6  | +4  | 9     |
| 2     | Red Bull Salzburg | 3 | 2 | 0  | 0  | 1 | 12 | 7  | +5  | 6     |
| 3     | SønderjyskE       | 3 | 1 | 0  | 0  | 2 | 6  | 7  | –1  | 3     |
| 4     | Dragons de Rouen  | 3 | 0 | 0  | 0  | 3 | 5  | 13 | –8  | 0     |